# 1651
1651 (MDCLI) var ett normalår som började en söndag i den gregorianska kalendern och ett normalår som började en onsdag i den julianska kalendern.

## Händelser

### Augusti
- 7 augusti – Drottning Kristina deklarerar att hon planerar att avstå kronan till förmån för Karl Gustav. För tillfället förmås hon dock att stanna.
- 18 augusti – Olof Eriksson Willman landstiger i Japan och kommer sedermera att skildra sina upplevelser där i sin dagbok, publicerad 1667.

### September
- 3 september – England och Irland står utan regent sedan två år tillbaka, medan Skottland sedan Karl I:s avrättning 1649 har erkänt hans son Karl II som skotsk kung. Nu tvingas dock denne gå i exil och Oliver Cromwell inordnar även Skottland i det engelska samväldet, som han två år senare utropar sig till lordprotektor över.
- 28 september – Bracław och Tjernihiv återförs till Polen.[1]

### Okänt datum
- Kommerskollegium inrättas. Ämbetsverkets uppgift är bland annat att öka invandringen av arbetskraft, särskilt hantverkare, till Sverige.
- Magnus Gabriel De la Gardie, drottning Kristinas gunstling, faller i onåd.
- Kajana får stadsprivilegium av Per Brahe d.y.
- Hårdare bestämmelser införs för de svenska gästgiverierna, som måste ha minst tre gästrum utöver gästgivarens eget.
- Carl Gustaf Wrangel utnämns till greve.

## Födda
- 10 april – Ehrenfried Walter von Tschirnhaus, tysk matematiker och filosof.
- 6 augusti
  - François Fénelon, fransk teolog och andlig författare.
  - Carl Gustaf Rehnskiöld, svensk greve, fältmarskalk, kungligt råd.
- 16 september – Engelbert Kaempfer, tysk läkare och forskningsresande.
- 12 november – Juana Inés de la Cruz, mexikansk författare, poet och dramatiker.

## Avlidna
- 7 april – Lennart Torstenson, riksråd och fältmarskalk.
- 8 augusti – Amalie Elisabeth av Hanau-Münzenberg, regent i Hessen.
- 9 oktober – Anna Katarina Konstantia Vasa, dotter till Sigismund och Konstantia av Steiermark.
- 22 november – Giovanni Battista Soria, italiensk arkitekt.
- 6 december – Anna Roemers Visscher, nederländsk författare.
- 15 december – Virginia Centurione Bracelli, italiensk mystiker och ordensgrundare; helgon.

### Fotnoter
1. ↑  World Statesmen (läst 3 april 2011)